# VR Troopers
VR Troopers (Virtual Reality Troopers) is een Amerikaanse televisieserie gemaakt door Saban Entertainment. De serie liep van 1994 t/m 1996 en bestond uit 92 afleveringen. De serie probeerde in te spelen op de virtual reality rage van de jaren 90.
De serie was een van de eerste series die computeranimatie en video-effecten toepaste. Daarnaast gebruikte de serie beeldmateriaal van drie verschillende Japanse "Metal Heroes" series: Chojinki Metalder, Jiku Senshi Spielban en Uchu Keiji Shaider.
De serie was een redelijk succes. Na het tweede seizoen raakte Saban echter door het beeldmateriaal heen en moest de serie worden stopgezet. Wel verschenen er een speelgoedserie en een videospel gebaseerd op de serie.

## Verhaal
De serie draait om de drie tieners/jonge volwassenen Ryan Steele, Kaitlin Star en J.B. Reese, in de fictieve plaats Cross World City. De drie zijn leraren in de "Tao's Dojo", een karate studio. Ryan is een ervaren vechter, J.B. een computerexpert en Kaitlin de fotograaf voor een lokale krant genaamd de Underground Voice Daily.
Op een dag vinden Ryan en zijn vrienden een vreemd laboratorium terwijl ze op zoek zijn naar Ryans vermiste vader. In het lab vertelt een digitale beeltenis van Professor Hart, een vriend van Ryans vader, de waarheid over diens levenswerk. Hij heeft in het geheim een zeer geavanceerde virtual realitytechnologie ontwikkeld, die bekendstaat onder de afkorting VR. "VR" is nu een dimensie die naast de onze bestaat. Deze dimensie is echter gevuld met mutanten en monsters die beide werelden willen veroveren. Ze worden aangevoerd door een wezen genaamd de Grimlord, die zonder dat iemand het weet ook ene menselijke identiteit heeft: de miljardair Karl Ziktor. Karl/Grimlord probeert de barrières van de echte realiteit te overkomen om zijn leger naar deze wereld te halen. Professor Hart geeft Ryan, Kaitlin, en J.B. de taak om de planeet vanuit zowel de echte als VR wereld te verdedigen. Ze kunnen om dit te bereiken in de VR wereld gepantserde kostuums oproepen die hun kracht verhogen en hen geavanceerde wapens geven.
De rest van de serie focust zich op de drie in hun strijd met Grimlord.
In het tweede seizoen onderging de serie een paar veranderingen. Zo keerde Ryans vader terug, maar hij bleef niet lang veilig. Ryans V.R. pantser kreeg een power-up. Grimlords basis verhuisde van een kerker naar een ruimteschip en hij kreeg een paar nieuwe generaals.

## Personages

### Hoofdpersonen
Ryan SteeleDe zoon van Tyler Steele, de maker van de VR wereld. Ryan is geobsedeerd door het vinden van zijn vader, waardoor hij nog weleens zijn verantwoordelijkheden vergeet. Hij is min of meer de hoofdpersoon van de serie. Hij wil niet dat zijn vrienden gewond raken, en dat is voor hem de grootste motivatie om door te vechten. 
 Ryans VR harnas was in eerste instantie gebaseerd op de held uit de serie Super Machine Man Metalder. Hoewel Ryan een teamspeler is, vocht hij vaak alleen. Dit kwam doordat in de “Metalder” serie (waaruit beeldmateriaal voor Ryans gevechten was overgenomen) maar 1 held voorkwam. In het tweede seizoen verloor hij dit harnas, maar kreeg van zijn vader een nieuw harnas gebaseerd op de held uit de serie Space Sheriff Shaider. Daarmee is Ryan de enige van de drie helden die in de serie van harnas wisselt. 
 In de serie is ook geregeld Ryans jongere zelf te zien daar hij geregeld flasbacks heeft aan zijn jeugd.
J.B. ReeseEen computerexpert, maar wel een met een zwarte band in karate. Hij is altijd geobsedeerd door technologie en gebruikt dit als oplossing voor elk probleem. Zijn leven als VR Trooper heeft hem echter geleerd ook wat minder op technologie te vertrouwen. Zijn harnas is afkomstig uit de serie Dimensional Warrior Spielban.
Kaitlin StarEen journalist en fotograaf voor de krant Underground Voice Daily. Als ze niet bezig is de wereld te redden als heldin, is ze volgens eigen zeggen wel bezig hem te redden via haar artikelen. Haar VR harnas is eveneens afkomstig uit Dimensional Warrior Spielban, waardoor men in de serie Kaitlin en J.B. wel samen ziet vechten.
Professor HartEen oude vriend van Tyler Steele en de mentor van de VR Troopers. Vroeger was Hart een collega van Tyler, maar hij werd dodelijk verwond door Grimlord. Om hem te redden digitaliseerde Tyler Harts brein. Hart bestaat nu enkel als een digitale versie van zijn oude zelf. Hij voorziet de VR Troopers van hun wapens, harnassen en nodige kennis over de VR wereld.
JebRyans bloedhond die door een ongeluk de gave kreeg om te praten. Doet dienst als de vrolijke noot van de serie.
GrimlordAlias Karl Ziktor. Grimlord is een krijgsheer uit de VR wereld en de hoofdvijand van de VR Troopers. Hij kan de VR wereld verlaten wanneer hij maar wil. In deze wereld heeft hij een alter-ego in de vorm van de rijke zakenman Karl Ziktor. In de VR Wereld heeft hij een leger van mutanten, cyborgs en andere monsters.
Tyler SteeleRyans vader en de uitvinder van de VR wereld. Aanvankelijk werd hij vermist en was de zoektocht naar hem een rode draad in de serie. Halverwege seizoen 1 bleek hij door Grimlord in de krijger “Dark Hart” te zijn veranderd. Uiteindelijk wist Ryan hem te redden, ten kostte van zijn oude VR harnas. Tyler maakte daarom voor Ryan een nieuw harnas.

### Bijpersonen
Tao ChongDe eigenaar van de Tao Dojo en een oude vriend van Tyler. Hij is tevens de sensei van de VR Troopers. Tao is een ietwat ouderwetse man, maar zijn lessen en adviezen komen de VR Troopers altijd van pas.
Woody StockerDe hoofdredacteur van de Underground Voice Daily paper en Kaitlins baas. Hij houdt er enkele vreemde gewoontes op na (zo draagt hij altijd een andere hoed naar zijn werk). Zijn catchphrase is "What a great ide-e-e-a!"
Percival "Percy" Rooney IIIHet neefje van de burgemeester en Kaitlins rivaal. Hij is zeer allergisch voor dieren, vooral honden, waardoor hij vaak het slachtoffer is van Jeb. Hij probeert voortdurend te bewijzen dat hij beter is dan Kaitlin.
Ulysses T. PointdexterEen verstrooide professor die de Troopers af en toe helpt. De Troopers houden hun identiteiten echter voor hem verborgen omdat hij anders een doelwit kan worden voor Grimlord.
Burgemeester Abner RooneyDe burgemeester van Cross World City en Percy’s oom. Ondanks zijn machtspositie als burgemeester laat hij zich geheel afbeulen door Ziktor.
Mrs. Rooneyde vrouw van Abner Rooney en Percy’s tante. Ze is haar man volledig de baas en maakt er geen geheim van dat ze veel liever iets anders zou doen dan door de stad reizen en Abners campagnes promoten.
StricklandEen uitvinder van Ziktor Industries. Hij probeert voortdurend nieuwe wapens en plannen te bedenken waarmee Ziktor zich van de Troopers kan ontdoen.

## Cast
- Brad Hawkins – Ryan Steele
- Michael Bacon – J.B. Reese
- Sarah Brown – Kaitlin Star
- Julian Combs – Professor Hart
- Kerrigan Mahan – Jeb (stem)
- Gardner Baldwin – Grimlord
- David Carr – Tyler Steele:
- Richard Rabago – Tao Chong
- Michael Sorich – Woody Stocker
- Aaron Pruner – Percival Rooney III
- James Douglas - Ulysses T. Pointdexter
- Randy Swerdlick - Burgemeester Abner Rooney
- Sonja Ecker – Mrs. Rooney.
- Glen McDougal - Strickland

## Productie
De serie werd oorspronkelijk Cybertron genoemd, maar veranderde van naam vanwege auteursrechtenproblemen met Hasbro. De productiestudio bleef echter de naam Cybertron Productions gebruiken gedurende de productie.
Jason David Frank (die vooral bekend is als Tommy Oliver uit Power Rangers) zou oorspronkelijk de rol van Ryan Steele gaan spelen. Hij moest die rol echter afwijzen omdat hij vanwege zijn populariteit in Power Rangers weer terugkeerde naar die serie. Er werd wel een testaflevering met hem in de hoofdrol opgenomen.
Volgens de eerste VR Troopers promoties zou Kaitlin als achternaam "Hall" hebben. Ook werd in deze promotiestukjes Professor Hart door een andere acteur gespeeld.
Alle drie de Japanse series die werden gebruikt als basis voor VR Troopers zijn gemaakt door Toei als onderdeel van hun Metal Heroes series. Hoewel de series hier werden samengevoegd tot een geheel, hadden de originele series onderling niets met elkaar te maken.
Van al Sabans tokusatsubewerkingen gebruikte VR Troopers het oudste beeldmateriaal. De serie Space Sheriff Shaider werd uitgezonden van 1984 t/m 1985, waarmee de serie al 11 jaar oud was toen Saban het beeldmateriaal ervan kocht voor VR Troopers. De serie Dimensional Warrior Spielban werd uitgezonden van 1986 t/m 1987, en Super Machine Man Metalder kwam uit 1987.
Omdat de serie scènes gebruikte uit meerdere series kwam Ryan’s alter-ego niet in dezelfde gevechtsscènes voor als de alter-ego’s van J.B. en Kaitlin (daar zij uit een andere serie werden overgenomen). Daarom bevatten de meeste afleveringen een verhaal waarin Ryan gescheiden werd van de anderen of om een andere reden alleen op pad ging. Alleen in het nieuwe beeldmateriaal dat er door Saban zelf bij werd gefilmd vochten de drie samen.
VR Troopers was duidelijk gewelddadiger dan andere Saban series zoals Power Rangers en BeetleBorgs. De monsters uit de serie werden soms in tweeën gehakt, gespietst op scherpe voorwerpen of onthoofd.